# Emil Nygaard Vinjebo
Emil Nygaard Vinjebo (Gadstrup, municipi de Roskilde, 24 de març de 1994) és un ciclista danès professional des del 2012 i actualment a l'equip Team Giant-Castelli.

## Palmarès
- 2018
  - Vencedor d'una etapa al Tour de Loir i Cher